# ارنست يونغر
ارنست يونغر (بالألمانية: Ernst Jünger)‏ (1895 - 1998)، هو كاتب وروائي ألماني. ولد يوم 29 مارس 1895 بمدينة هايدلبرغ جنوب ألمانيا.
ارنست يونغر أحد أكثر كتاب ألمانيا غزارة في إنتاجه وغرابة في أطواره. قدم يونجر مايقارب 100 كتاب ورواية، واشتهر بعدائه للديموقراطية وتمجيده للرايخ وإعجابه بـأدولف هتلر، حتى كاد يُقدم للمحاكمة كمجرم حرب نازي في أعقاب الحرب العالمية الثانية. كما عُرف بحبه الشديد لحشرة «الخنفساء». وكان يربي منها الآلاف، ويصف أبطال رواياته بأنهم كالحشرات وتحديدا كالنخفساء!! ومن كتبه «عاصفة الرصاص».
توفي يوم 17 فبراير 1998 بمدينة ريدلينغن جنوب ألمانيا.

## من مؤلفاته
- «عاصفة الرصاص»

## روابط خارجية
- ارنست يونغر على موقع IMDb (الإنجليزية)
- ارنست يونغر على موقع الموسوعة البريطانية (الإنجليزية)
- ارنست يونغر على موقع مونزينجر (الألمانية)
- ارنست يونغر على موقع ميوزك برينز (الإنجليزية)
- ارنست يونغر على موقع قاعدة بيانات الفيلم (الإنجليزية)